# Mary Ellen Solt
Mary Ellen Solt (Gilmore City, 8 de julio de 1920-Santa Clarita, 21 de junio de 2007) fue una poetisa estadounidense, figura destacada dentro de la llamada poesía concreta.

## Vida
Solt, nacida Mary Ellen Bottom, era la hija de Arthur Bottom, un ministro metodista nacido en Yorkshire, y de Edith (Littell) Bottom, profesora de escuela retirada. Sus primeros intereses artísticos se inclinaban hacia la música, principalmente el piano. Sin embargo la influencia de uno de sus profesores de universidad, H. Willard Reninger, le llevó finalmente a interesarse por la poesía.
Estudió literatura inglesa en el Iowa State Teachers College (posteriormente, Universidad del Norte de Iowa), licenciándose en 1941. 
En 1946 se casó con Leo F. Solt, a quien había conocido en las clases de Reninger. En 1948 obtuvo un máster en la Universidad de Iowa. Tras graduarse, se trasladó a Nueva York, donde ejerció la enseñanza en la Bentley School y estudió poesía en la Universidad de Columbia con Leonora Speyer, y en el Poetry Center con John Malcolm Brinnin and Kimon Friar.
Entre 1952 y 1955 residió en Amherst, donde su esposo enseñaba en la Universidad de Massachusetts. Allí nacieron sus dos hijas, Catherine (1953) y Susan (1955).

#### Universidad de Inidiana
En 1970 se incorporó a la Universidad de Indiana como profesora asociada de literatura comparada, trabajando para dicha institución hasta su jubilación en 1991. En el curso 1976/77 fue invitada a enseñar poesía estadounidense en la Universidad de Varsovia. Este hecho la llevaría asumir el puesto de directora del Centro de Estudios Polacos de la Universidad de Indiana, que mantendría hasta 1984 y por cuyo desempeño fue condecorada en 1981 con la Orden del Mérito de la República de Polonia.

## Obra
Aunque su principal aportación es a la poesía, su primer trabajo literario reconocido fueron sus textos sobre la obra de William Carlos Williams. 
Durante sus primeros años en Bloomington, Solt mantuvo una correspondencia con el poeta que llegó a una amistad que duró hasta el fallecimiento de Williams en 1963. Dentro de sus estudios sobre Williams, su papel William Carlos Williams: The American Idiom (1960) ganó el Folio Prize de prosa de aquel mismo año.
Otras publicaciones destacadas sobre Williams fueron el artículo The American Idiom (1983) y el libro Dear Ez; Letters from WCW to Ezra Pound, Commentary and Notes (1985). El último artículo publicado por Solt fue William Carlos Williams: Idiom as Cultural Icon.

#### Movimiento Poético
Perteneció al movimiento de la poesía concreta que se desarrolló en los años 60. Este se caracterizaba por presentar los textos de forma que creaban formás gráficas visuales. Uno de sus poemas más conocidos, Forsythia, está diseñado sobre la base de la forma de esta planta y de la representación en código morse de las letras de su nombre.
Participó en la poesía concreta como autora -Flowers in  Concrete (1966)- pero también como editora -Concrete Poetry: A World View (1968)- y escribiendo la historia crítica del movimiento -introducción a A World Look at Concrete Poetry (1970).